# Мшелоимство
Мшелои́мство (от ст.‑слав. , др.-рус. мъшєлъ «корысть»), или мздои́мство (от др.-рус. мъзда, мзда, мьзда, мєзда «награда, дар» ← др.-греч. μισθός «заработная плата, жалованье») — страсть к выгоде.
В современном языке слово используется в религиозном контексте, как порочная (греховная) страсть — корыстолюбие или сребролюбие. Это может иметь форму от взяток деньгами или вещами, пристрастия к подаркам, бесполезного коллекционирования до болезненного собирания хлама.
Мшелоимство упоминается в тексте на церковно-славянском языке в 1-м послании к Тимофею: «2. Подоба́етъ у́бо епи́скопу бы́ти непоро́чну,… 3. не пія́ницѣ, не бíйцѣ, не сварли́ву, не мшелои́мцу, но кро́тку, не зави́стливу, не сребролю́бцу,» (1Тим. 3:3). В большинстве византийских рукописей этому слову соответствует греческое αισχροκερδῆ: «2. δεῖ οὖν τὸν ἐπίσκοπον ἀνεπίλημπτον εἶναι…. 3. μὴ πάροινον μὴ πλήκτην μὴ αισχροκερδῆ ἀλλὰ ἐπιεικῆ ἄμαχον ἀφιλάργυρον». В церковно-славянском языке есть родственные слова для «мшелоимства»: это мъшєлоприбытъкъ (др.-греч. αισχροκέρδεια) — «неправедный прибыток», мъшєлоискатель (др.-греч. αισχροκερδής) — «корыстолюбец».
Мшелоимство упоминается как вид греха в молитвослове в вечернем молитвенном правиле, в «Исповедании грехов повседневных». Молитвословы составлялись применительно к монашеской жизни. В таком контексте это слово обозначает собирание монахом в своей келии ненужных ему в обиходе красивых, ценных предметов, накопительство.
Мшелоимство трактуется как разновидность сребролюбия. С религиозной точки зрения, причина усматривается в неверии, маловерии, самолюбии, тщеславии, беспечности. Борьба со мшелоимством, как и с любым проявлением сребролюбия, заключается в развитии в себе противоположных добродетелей: милосердие к нуждающимся, милостыня, щедрость, бескорыстие, равнодушие к богатству и нежелание стяжания, забота о духовных благах и дарованиях, а не о тленном земном имуществе.